# 데모크라시 나우!

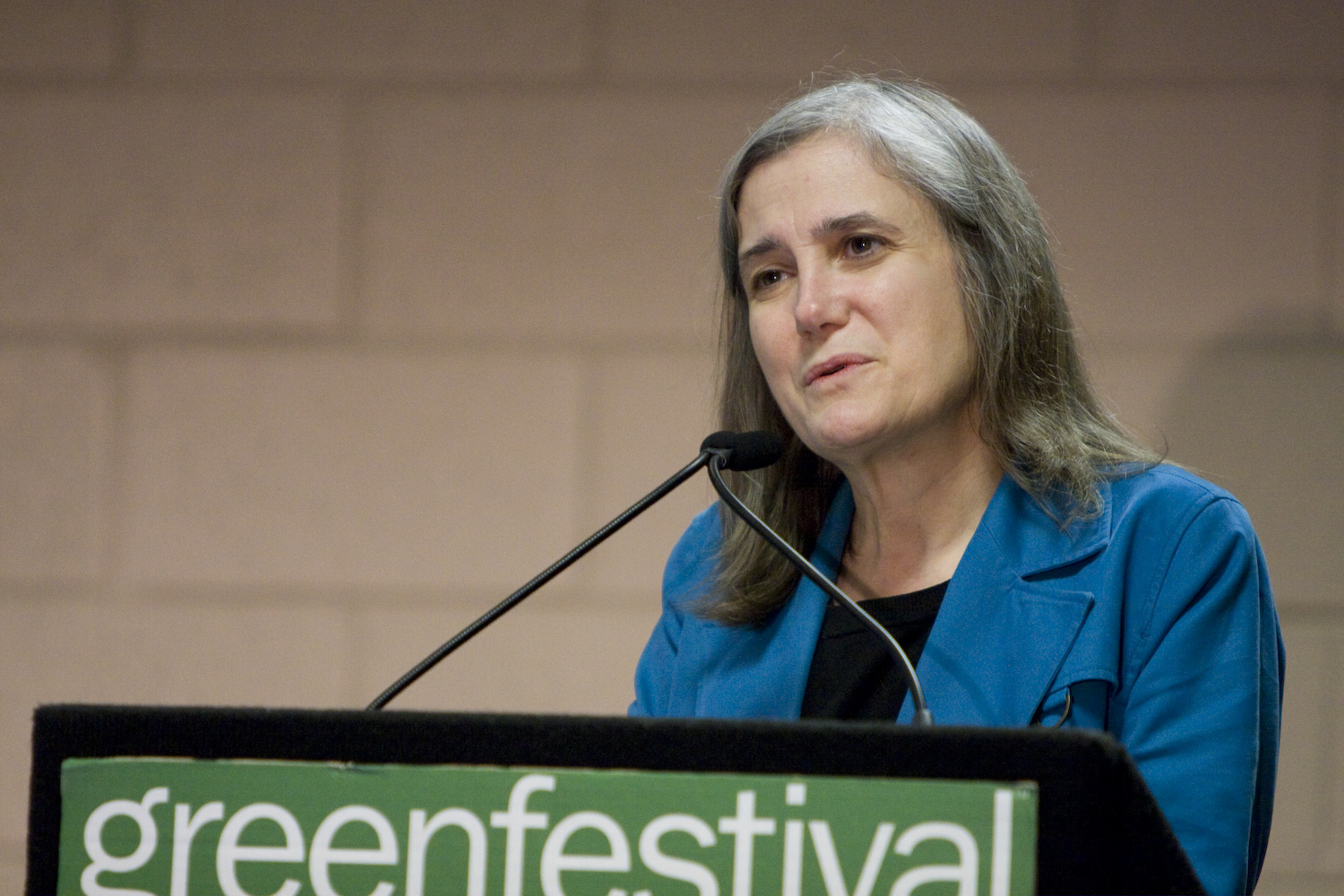

데모크라시 나우!(영어: Democracy Now!)는 퍼시피카 라디오의 보도 프로그램이다. 북아메리카에서는 700개 이상의 라디오, 지상파, 위성파, 케이블 네트워크, 인터넷에 전달되고 있다.

## 배경
데모크라시 나우!는 1996년 뉴욕의 WBAI-FM에서 언론인 에이미 굿먼, 후안 곤살레스, 래리 벤스키, 살림 무와킬, 줄리 드리즌이 설립하였다. 프로그램의 주요 호스트는 에이미 굿먼으로, 종종 후안 곤살레스가 출연한다.

## 같이 보기
- 대안언론
- 시민저널리즘
- 공동체 라디오
- 대중 매체